# Clyde Parris
Jonathan Clyde Parris (Panamá, 11 de septiembre de 1922 – 9 de julio de 2016) fue un jugador de cuadro panameño en las ligas negras estadounidenses en la década de 1940.

## Carrera
Originario de la Ciudad de Panamá (Panamá), Parris jugó para los Baltimore Elite Giants en 1946 y los New York Black Yankees en 1946 y 1947. Después de su carrera en las ligas negras, jugó béisbol en ligas menores hasta 1960, incluidos cinco años con los Reales de Montreal de la Liga Internacional.

## Fallecimiento
Parris murió en Valley Stream, Nueva York en 2016 a los 93 años